# Charles Atkinson Grimshaw
Charles Atkinson-Grimshaw est un footballeur anglais né le 27 décembre 1877 et mort le 14 octobre 1933.

## Biographie
Charles Atkinson-Grimshaw joue d'abord au FC brugeois puis au Athletic & Running Club de Bruxelles, avant de rejoindre le Racing Club de Bruxelles en 1899.
L'avant-centre anglais est un très bon athlète: en 1900, il devient champion de Belgique aux 110 mètres haies, au saut en longueur (5,54 m), et en saut en hauteur (1,58 m). De plus, cette même année, il est non seulement champion de Belgique de football avec le Racing, mais il est également le meilleur buteur de la compétition. Avec les bruxellois, il remporte encore le championnat en 1901. En 1901, il partait au guerre des Boers. 
À partir de 1905, il revient jouer au FC Brugeois pour une saison. 

## Palmarès
- Champion de Belgique en 1900, 1901.
- Meilleur buteur du Championnat de Belgique en 1900 (26 buts) avec le Racing Club de Bruxelles